# Come Out and Play (pel·lícula)
Come Out and Play és una pel·lícula de terror mexicana del 2012 produïda, rodada, editada, escrita i dirigida per Makinov. La pel·lícula és protagonitzada per Vinessa Shaw i Ebon Moss-Bachrach. El guió està basat en El juego de los niños de Juan José Plans. Va participar en la selecció oficial al XLV Festival Internacional de Cinema Fantàstic de Catalunya.

## Argument
Beth (Vinessa Shaw) i Francis (Ebon Moss-Bachrach), una jove parella casada, estan de vacances quan s'aventuren a una illa preciosa, però molt remota. Beth està embarassada i els dos esperen gaudir de les seves últimes vacances abans que neixi el seu bebè. Quan arriben, noten que, tot i que hi ha molts nens presents, sembla que falten tots els adults. Atribuint-ho inicialment als efectes posteriors d'un festival recent, s'adonen ràpidament d'alguna cosa molt més sinistra. Els dos s'enfrontaran al terror i a decisions difícils i inquietants en la seva recerca de sortir vius de l'illa.
És un remake de "¿Quién puede matar a un niño?", una pel·lícula de terror espanyola del 1976 dirigida per Narciso Ibáñez Serrador.

## Repartiment
- Vinessa Shaw - Beth
- Ebon Moss-Bachrach - Francis
- Daniel Giménez Cacho
- Gerardo Taracena
- Alejandra Álvarez